# East Godavari (distrikt)
East Godavari (telugu: తూర్పు గోదావరి) er et distrikt i den indiske delstat Andhra Pradesh. Distriktets hovedstad er Kakinada.

## Demografi
Ved folketællingen i 2011 var der 5.151.549 indbyggere i distriktet, mod 4,901,420 i 2001. Den urbane befolkningen udgør 25,52 % af befolkningen.
Børn i alderen 0 til 6 år udgjorde 9,56 % i 2011 mod 12,52 % i 2001. Antallet af piger i den alder per tusinde drenge er 969 i 2011 mod 978 i 2001.

## Inddelinger

### Mandaler
I Andhra Pradesh er mandal det tredje administrative niveau, under staten og distrikterne. East Godavari distrikt har 59 mandaler.
1. Maredumilli
2. Y Ramavaram
3. Addateegala
4. Rajavommangi
5. Kotananduru
6. Tuni
7. Thondangi
8. Gollaprolu
9. Sankhavaram
10. Prathipadu
11. Yeleswaram
12. Gangavaram
13. Rampachodavaram
14. Devipatnam
15. Seethanagaram
16. Korukonda
17. Gokavaram
18. Jaggampeta
19. Kirlampudi
20. Peddapuram
21. Pithapuram
22. Kothapalle
23. Kakinada(landdistrikt)
24. Kakinada(Urban)
25. Samalkota
26. Rangampeta
27. Gandepalle
28. Rajanagaram
29. Rajahmundry(landdistrikt)
30. Rajahmundry (Urban)
31. Kadiam
32. Mandapeta
33. Anaparthy
34. Biccavolu
35. Pedapudi
36. Karapa
37. Thallarevu
38. Kajuluru
39. Ramachandrapuram
40. Rayavaram
41. Kapileswarapuram
42. Alamuru
43. Atreyapuram
44. Ravula Palem
45. Pamarru
46. Kothapeta
47. P Gannavaram
48. Ambajipeta
49. Ainavilli
50. Mummidivaram
51. I.Polavaram
52. Katrenikona
53. Uppalaguptam
54. Amalapuram
55. Allavaram
56. Mamidikuduru
57. Razole
58. Malikipuram
59. Sakhinetipalle